# إنذار حريق

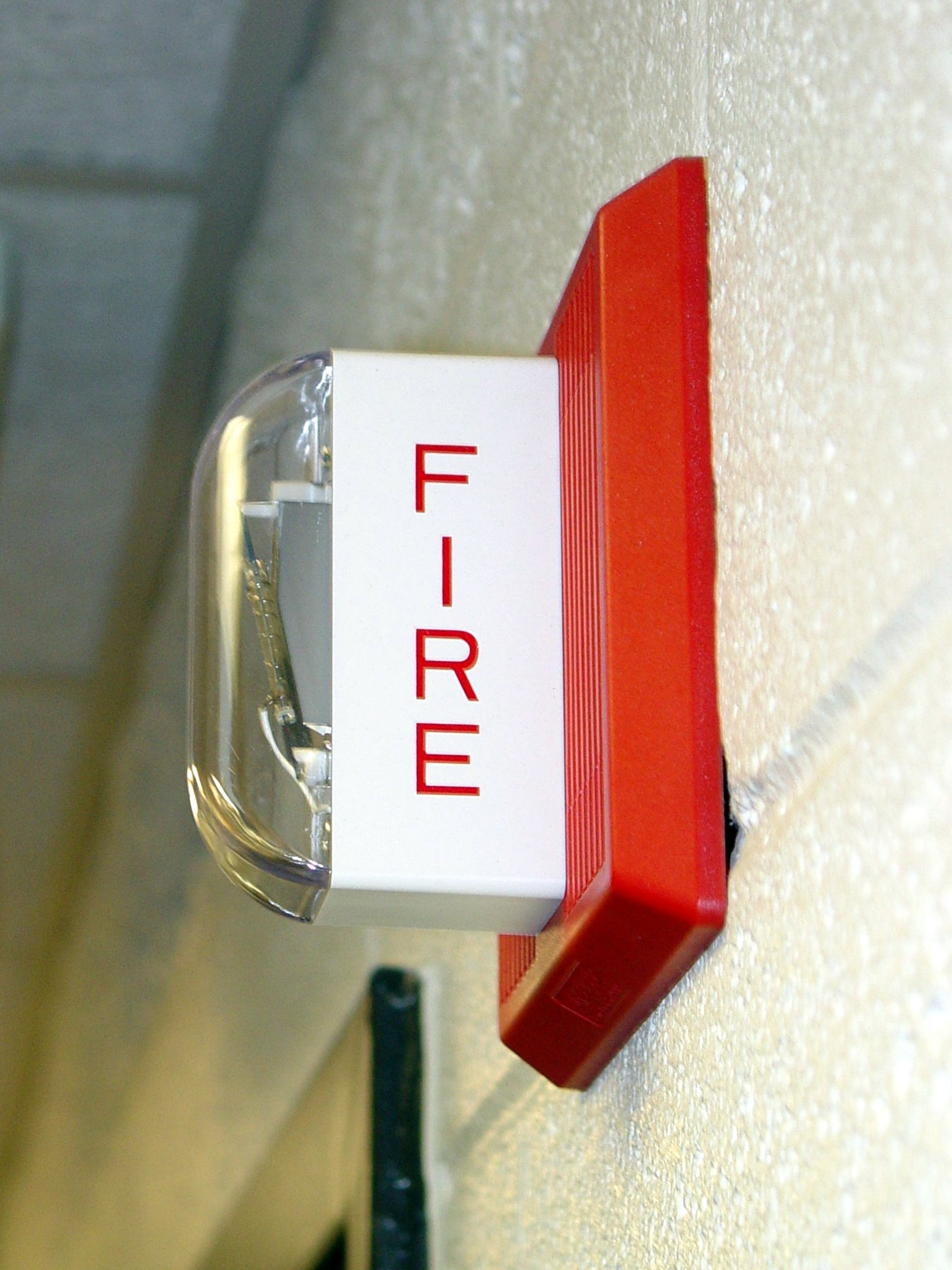
جهاز إنذار الحريق.

جهاز إنذار الحريق هو جهاز يصدر إنذارا صوتيا (ضوضاء)عند حدوث حريق. وذلك من أجل إخلاء المنطقة التي يشب فيها الحريق استعداداً لإطفائه. ونظام اكتشاف الحرائق يشغل إما يدوياً، أو تلقائياً.

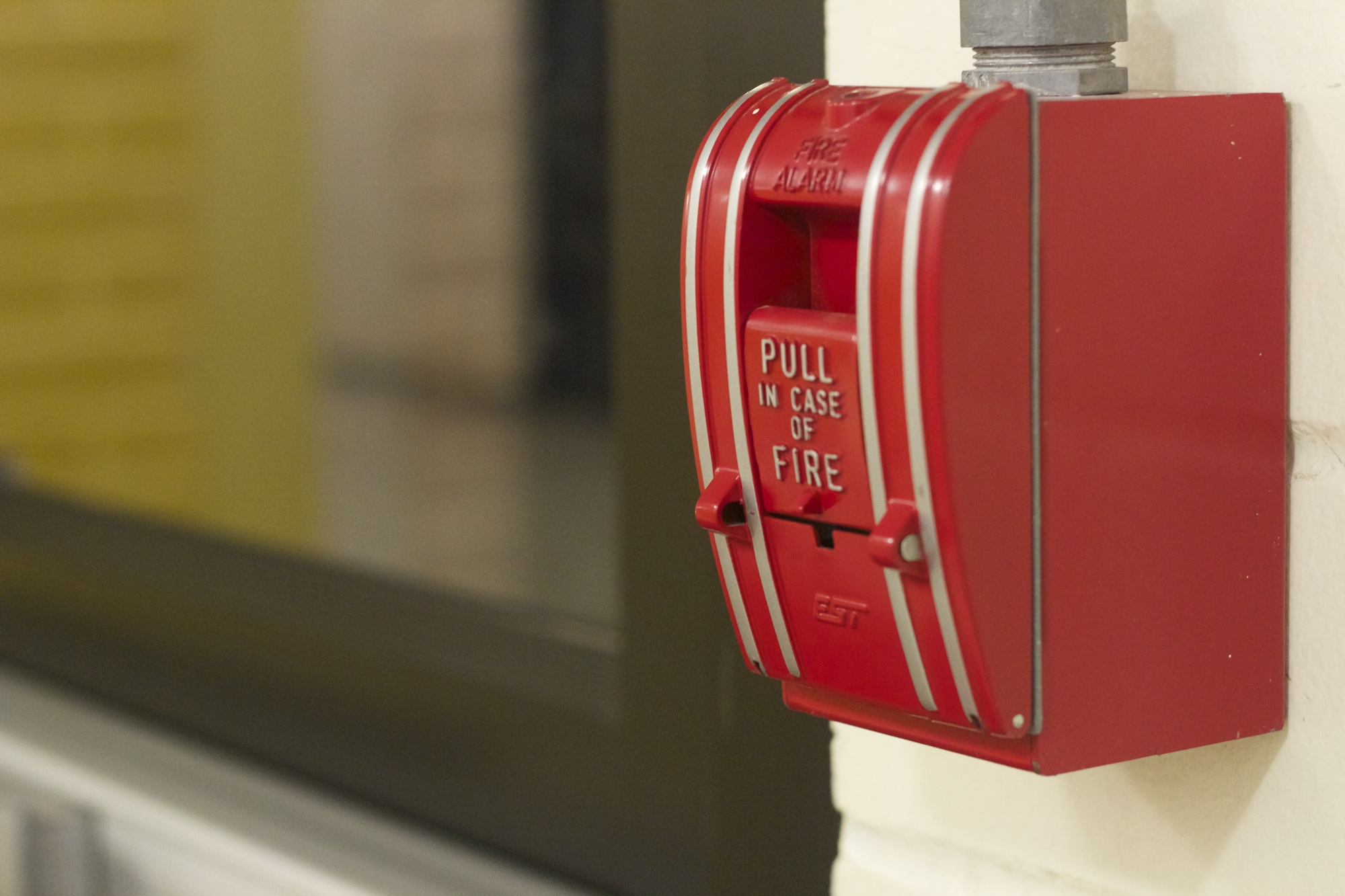
جهاز إنذار يدوي.

1. الغرض من أنظمة إنذار وكشف الحريق: -الغرض الرئيسي من هذه الأنظمة: هو سرعة الاستجابة إلى الحريق ثم تحويل هذه الاستجابة المبكرة إلى إشارة سمعية ومرئية لتنبيه فرد أو مجموعة من الأفراد الموجودة في المبنى أو المكان أو مركز الإغاثة أو الإطفاء أن هناك حريق في مراحله المبكرة.
2. أنظمة الإنذار: تقوم أنظمة الإنذار بالكشف والتحكم في الحريق وتنقسم إلى نظامين:

- النظام العادي: هو النظام الذي يعتمد على أن مجموعة الكواشف المتصلة ببعضها على منطقة معينة تعطى إنذار على هذه المنطقة التي من خلالها يتحرك رجل الأمن في هذه المنطقة ويكتشف مكان الحريق.
- النظام معنون: هو النظام الذي يعتمد على أن مجموعة الكواشف المتصلة ببعضها في المنطقة تأخذ أرقام وأسماء الأماكن التي يوجد بها الكاشف بحيث أنه عندما يظهر حريق على لوحة التحكم يظهر بيان رقم الكاشف واسم المنطقة وساعة حدوث الحريق.

```
لوحة التحكم لأنظمة الحرائق:
```

-تقوم بالتحكم في النظام وتغذيته بالجهود اللازمة ومراقبة عمله حيث يصل إليها الإنذار من الكاشفات وتقوم بتشغيل الأجراس والسراين ولمبات البيان.
-تعطي إنذار صوتي وضوئي عند حدوث الحريق مع تحديد منطقة حدوثه.
-تعمل بالتيار الكهربائي للمدينة (220 فولت 50 هرتز) ومزودة ببطاريات احتياطية تعمل آليا في حالة انقطاع التيار الكهربائي وبها جهاز شحن يقوم بشحن البطاريات عند عودة التيار.
- مزودة بإمكانية الاختبار الذاتي وتقوم بإعطاء إشارة إنذار صوتي في حالة حدوث عطل في اللوحة أو في أي جزء من مكونات النظام أو في حالة انقطاع التيار الكهربائي أو فصل البطاريات.
- مزودة بمفتاح لإعطاء إنذار عام لإخلاء الموقع.
- مزودة بمجموعة لواقط «ربلهيات» وذلك لإيقاف أجهزة التكييف وفصل التيار الكهربائي.

## كواشف نواتج الاحتراق
- تشمل كواشف نواتج الاحتراق مجموعة من الأجهزة يطلق عليها بكواشف الحريق Fire Detection وقد تم تصميم نظام تشغيل هذه الكواشف لكي تعمل عند قيامها بكشف أحد النواتج الرئيسية الأربعة للاحتراق وهي:
- كواشف الغازات المتأينة (نواتج الاحتراق غير المرئية) -كواشف الدخان (نواتج الاحتراق المرئية) – الخلية الكهروضوئية. -كواشف الحرارة. الكواشف الضوئية. كواشف الغازات المتأينة:

• تعتبر ظاهرة النار هي ما يحدث من تأين للجزئيات عند خضوعها للاحتراق وهذه الجزئيات مختلة التوازن في الإلكترونات مما يجعلها تميل أخذ إلكترونات من جزئيات أخرى، وتستخدم كواشف الغازات المتأينة هذه الظاهرة في تشغيل هذا النوع من الكواشف.
-يوجد في الكاشف غرفة استشعار مزودة بفتحة صغيرة لدخول الهواء الموجود في الغرفة أو المكان المطلوب حمايته. ويوجد بجوار فتحة الغرفة من الداخل كمية صغيرة من مادة مشعة تعمل على تأين هواء غرفة الكاشف كما يوجد داخل الكاشف أيضا صفيحتين (لوحين-الكترودين) كهربائيتين أحدهما موجبة الشحنة والأخرى سالبة، وتوجد الصفيحة السالبة على مسافة أقرب لمصدر المادة المشعة.
-وتعمل الجسيمات المتأينة بفعل المادة المشعة على تحرير إلكترون يتجه إلى الصفيحة الموجبة مما يسبب تدفق تيار يمر بين الصفيحتين بصفة مستمرة.
-وعند حدوث حريق ودخول منتجات الحريق المتأينة بفعل النار داخل غرفة الكاشف، وحيث أنها مختلة التوازن (أي تحتاج لإلكترونات) فتعمل على التقاط الإلكترونات المارة بين الصفيحتين (اللتان تعملان على تدفق التيار) مما يؤدي إلى توقف التيار المتدفق وإطلاق الإنذار.
كواشف الدخان (نواتج الاحتراق المرئية)) الخلية الكهروضوئية
-يتم تصنيع كواشف الدخان باستخدام خلية كهروضوئية متصلة بمصدر ضوء معين. وهذه الخلية عبارة عن قرص مسطح يحول الضوء المسلط عليه إلى تيار كهربائي.
وهذه الخلية تستخدم بطريقتين لكشف الدخان:
• الأولى: باستعمال الشعاع Beam.
•والثانية: الاعتماد على مقاومة الشعاع Refractory وتشتيته.
- وتعتمد طريقة الشعاع بتسليط شعاع ضوئي عبر المنطقة المطلوب حمايتها حتى يصل داخل الخلية الكهروضوئية.
-وحيث أن هذه الخلية تعمل على تحويل هذا الشعاع إلي تيار كهربائي بصفة دائمة (طالما مسلط عليها الشعاع)ويستخدم هذا التيار للاحتفاظ بمفتاح الدائرة مفتوحا، وعند اعتراض الدخان مسار الشعاع الضوئي يتوقف التيار الكهربائي مما يؤدي إلى غلق الدائرة وإطلاق الإنذار.
أ‌- كواشف الحرارة:
-تعتبر الحرارة الناتجة الوفيرة للاحتراق التي يتم كشفها بأجهزة معينة تستخدم المبادئ الأولية الثلاثة لفيزياء الحرارة:
أولا: تعمل الحرارة على تمدد المواد.
ثانياً: تعمل الحرارة على صهر المواد.
ثالثاً: يمكن كشف الخواص الكهروحرارية للمعدن الساخن.
وبالتالي فإن هناك ثلاثة مجموعات من الأجهزة تستخدم هذه المبادئ في كشف الحريق وهي أجهزة:
-درجة الحرارة الثابتة.
-معدل ارتفاع درجة الحرارة.
-خليط من درجة الحرارة الثابتة/معدل ارتفاع درجة الحرارة.
1- درجة الحرارة الثابتة:
النوع الأول:
لدرجة الحرارة الثابتة مزدوج المعدن ويستخدم فيه معدنين أو سبيكتين لكل معدن أو سبيكة منهما معامل تمدد يختلف عن الآخر عند تسخينهما، ويتم تشكيل المعدنين في شرائح رفيعة متحدة مع بعضها لتكوين شريحة واحدة، ويسمح تأثير الحرارة بتمدد المعدن ذو معامل التمدد الأكبر بأن يتمدد بسرعة أكبر مما يؤدى إلى تقوس الشريحة تجاه جانب المعدن ذو معامل التمدد الأقل ثم يتم حساب مقدار التقوس والفرق في التمدد بين المعدنين عند درجة حرارة محددة.
يتم بعد معرفة مقدار تقوس المعدن والفرق في التمدد بوضع الشريحة المزدوجة داخل غرفة (الكاشف) بطريقة تتيح قفل الموصلين الكهربائيين عند بلوغ مقدار معين من التقوس وإطلاق الإنذار
النوع الثاني:
يعتمد هذا النوع على مبدأ أن معظم المعادن تنصهر عند تعرضها للحرارة علاوة على ذلك فإن درجة انصهار معظم المعادن محددة للغاية بمعنى إن درجة انصهار المادة الصلبة لا تتغير، وتستخدم سبائك المعادن اللينة (ذات درجة الانصهار المنخفضة) لهذا الغرض بعد أن يتم تعديل مكونات السبيكة حتى يتم تحقيق درجة انصهار محددة ينطلق بعدها الإنذار.
```
النوع الثالث:
```

يعتمد هذا النوع على تمدد المذيبات بالحرارة، حيث يتمدد المذيب ويبدأ في التبخر عند تعرضه للحرارة مما يؤدى إلى زيادة ضغطة البخاري ويتم وضع المذيب داخل قنينة زجاجية قابلة للكسر مصممة لتتهشم عند ضغط معين ويتم معايرة ضغط بخار المذيب الذي عنده يتم كسر الزجاج وفي نفس اللحظة يسجل أيضا درجة الحرارة التي أدى عندها الضغط لتهشيم الزجاج وبذلك يمكن تحديد درجة الحرارة المحددة لكسر الزجاج.
-ويتم بعد ذلك وضع هذه الزجاجة داخل جهاز الكشف لتفصل بين الموصلين وعند كسر الزجاج يقفل الموصلين الدائرة ويتم إرسال الإنذار.
-ويمكن الاعتماد إلى حد كبير على كواشف درجات الحرارة الثابتة ولكن يعيبها أن حساسيتها منخفضة جداً، ومعظم هذه الأنواع من الكواشف يجب استبدالها بعد استشعارها للحريق.
1-كواشف معدل ارتفاع الحرارة:Rate Of Rise Detectors
فكرة تشغيل كاشف درجة الحرارة الثابتة:
-تعتمد كواشف معدل الارتفاع على خواص التمدد للحرارة والاستثناء الرئيسي كاشف معدل الارتفاع الكهروحرارى.
-تستخدم معظم كواشف معدل الارتفاع غرفة صغيرة مملؤة بالهواء قاعها مصنوع من غشاء معدني رقيق ومرن وهي تعرف بكواشف معدل الارتفاع الحرارية.وعندما يتمدد الهواء داخل الغرفة يدفع الغشاء بالقوة في الاتجاه الخارجي وعند اندفاع الغشاء إلي مستوى محدد مسبقا فإنه يجبر مجموعة من الموصلات الكهربائية بفتح أو قفل الدائرة وهذا التغير في التيار يعمل على إرسال إشارة إلى لوحة الإنذار.
يطلق على النوع الأول:
-«الكواشف الموضعية Spot Detectors»:
وتبدو هذه الكواشف على شكل نصف كرة ويتميز لونها بلون النحاس، ويجب أن يراعى أنه في حالة طلائها بأي لون آخر خلاف لون المصنع يجب استبدالها فوراً حيث أن طلاء أي كاشف يؤثر على قدرته على الإحساس وكشف الحرارة.
والنوع الثاني:
يستخدم أنبوب ممتد فوق المنطقة المطلوب حمايتها ويعمل الحيز الموجود داخل الأنبوب عمل الغرفة ويتصل الأنبوب بوعاء تشغيل به غشاء مرن يعمل بنفس فكرة الغشاء السابق.
كما أن هناك أنواع أخرى عديدة تعمل على نفس الأسس والقواعد السابق الإشارة إليها
الكواشف الضوئية:
• يطلق على الكواشف الضوئية أيضا كواشف اللهب Flame Detectors وهناك نوعان رئيسيان من الكواشف الضوئية:
```
الأولى: تكشف الضوء الموجود في طيف الأشعة فوق البنفسجية Ultraviolet.
```

الثانية: تكشف الضوء الموجود في طيف الأشعة تحت الحمراء Infrared.
وتقوم أجهزة الإنذار بتوفير خدمات أخرى متعددة علاوة على وظيفتها الأصلية يمكن تلخيصها فيما يلي:
• إيقاف أنظمة التهوية أو التسخين وتكييف الهواء للتحكم في الدخان.
• قفل أبواب الحريق.
• إعادة المصاعد إلى الدور الأرضي تلقائيا.
• تشغيل نظام إطفاء.
• إبلاغ مركز الإطفاء.

## مراحل الحريق
معظم الحرائق تمر بأربع مراحل مميزة هي:
1. المرحلة الابتدائية.
2. المرحلة الدخانية.
3. مرحلة اللهب.
4. مرحلة الحرارة.

ولكل مرحلة جهاز إنذار خاص بها.

## مكونات النظام

### أنظمة الإنذار
تقوم أنظمة الإنذار بالكشف والتحكم في الحريق وتنقسم إلى نظامين. 

#### النظام العادي
هو النظام الذي يعتمد على مجموعة الكواشف المتصلة ببعضها على منطقة معينة تعطي إنذار على هذه المنطقة التي من خلالها يتحرك رجل الأمن ويكتشف مكان الحريق.

#### النظام المعنون

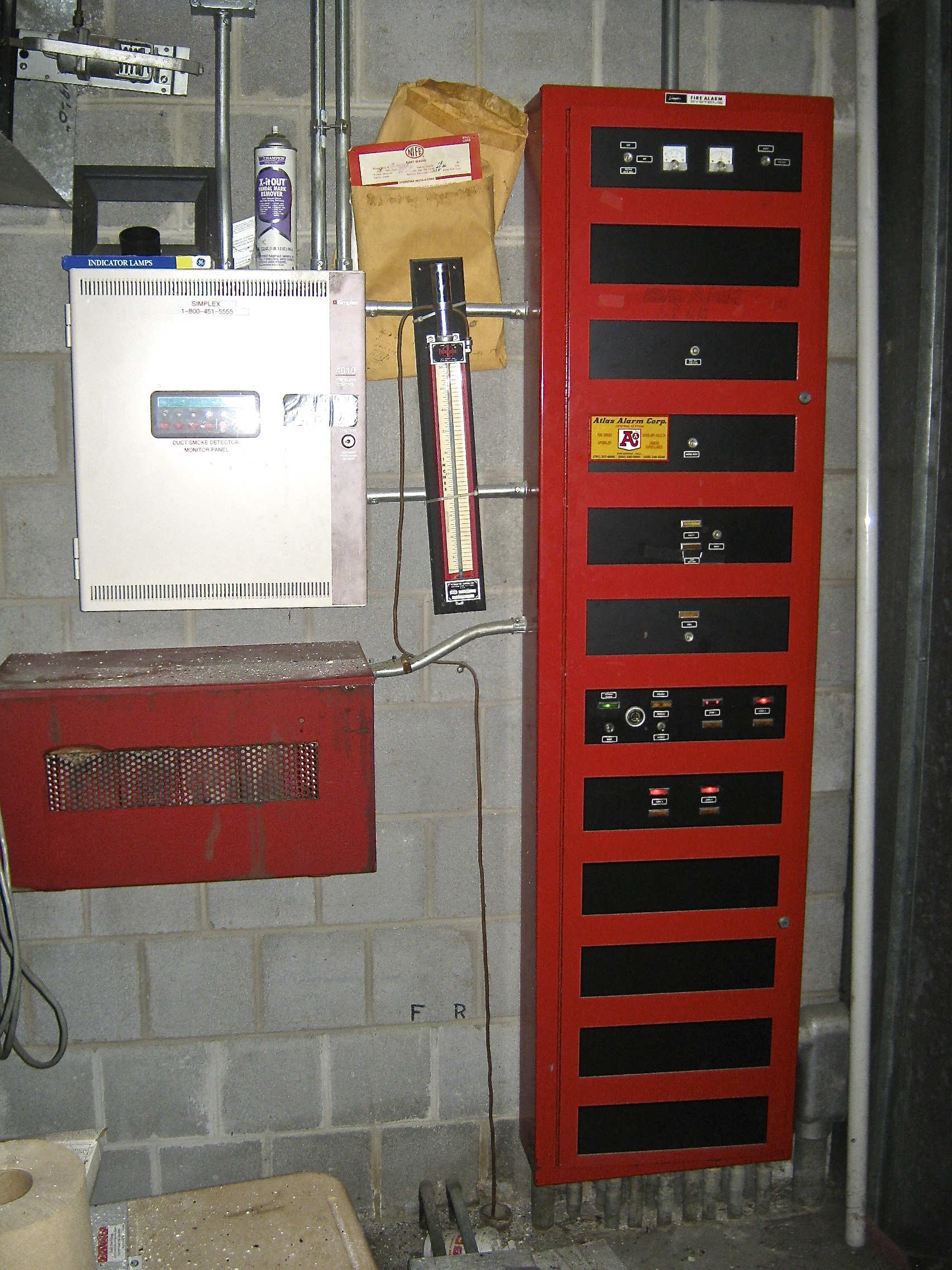
نظام معنون من طراز 4010

هو النظام الذي يعتمد على مجموعة الكواشف المتصلة ببعضها في المنطقة تأخذ أرقام وأسماء الأماكن التي يوجد بها الكاشف بحيث أنة عندما يظهر حريق على لوحة التحكم يظهر بيان رقم الكاشف واسم المنطقة وساعة حدوث الحريق.

### كواشيف نواتج الاحتراق
تشمل كواشف نواتج الاحتراق مجموعة الأجهزة التي يطلق عليها كواشف الحريق وقد تم تصميم نظام تشغيل هذة الكواشف لكي تعمل عند قيامها بكشف أحد النواتج الرئيسية الأربعة للاحتراق وهي:

#### كواشف الغازات المتأينة
كواشف الغازات المتأينة (نواتج الاحتراق غير المرئية) يوجد في الكاشف غرفة إستشعار مزودة بفتحة صغيرة لدخول الهواء الموجود في الغرفة أو المكان المطلوب حمايتة. ويوجد بجوار فتحة الغرفة من الداخل كمية صغيرة من مادة مشعة تعمل على تأين هواء غرفة الكاشف. 

كما يوجد داخل الكاشف أيضا صفيحتين كهربائيتين أحدهما موجبة الشحنة والأخرى سالبة، وتوجد الصفيحة السالبة على مسافة أقرب لمصدر المادة المشعة، وتعمل الجسيمات المتأينة بفعل المادة المشعة على تحرير إلكترون يرتحل إلى الصفيحة الموجبة مما يسبب تدفق تيار يمر بين الصفيحتين بصفة مستمرة. 

وعند حدوث حريق ودخول منتجات الحريق المتأينة بفعل النار داخل غرفة الكاشف وحيث أنها مختله التوازن (أي تحتاج لإلكترونات) فتعمل على التقاط الإلكترونات المارة بين الصفيحتين (اللتان تعملان على تدفق التيار) مما يؤدي إلى توقف التيار المتدفق وإطلاق الإنذار.

#### كواشف الدخان
كواشف الدخان (نواتج الاحتراق المرئية), تستخدم بطريقتين لكشف الدخان: 

الأولى: باستعمال الشعاع . 

الثانية: بالاعتماد على مقاومة الشعاع وتشتيته . 

#### كواشف الحرارة

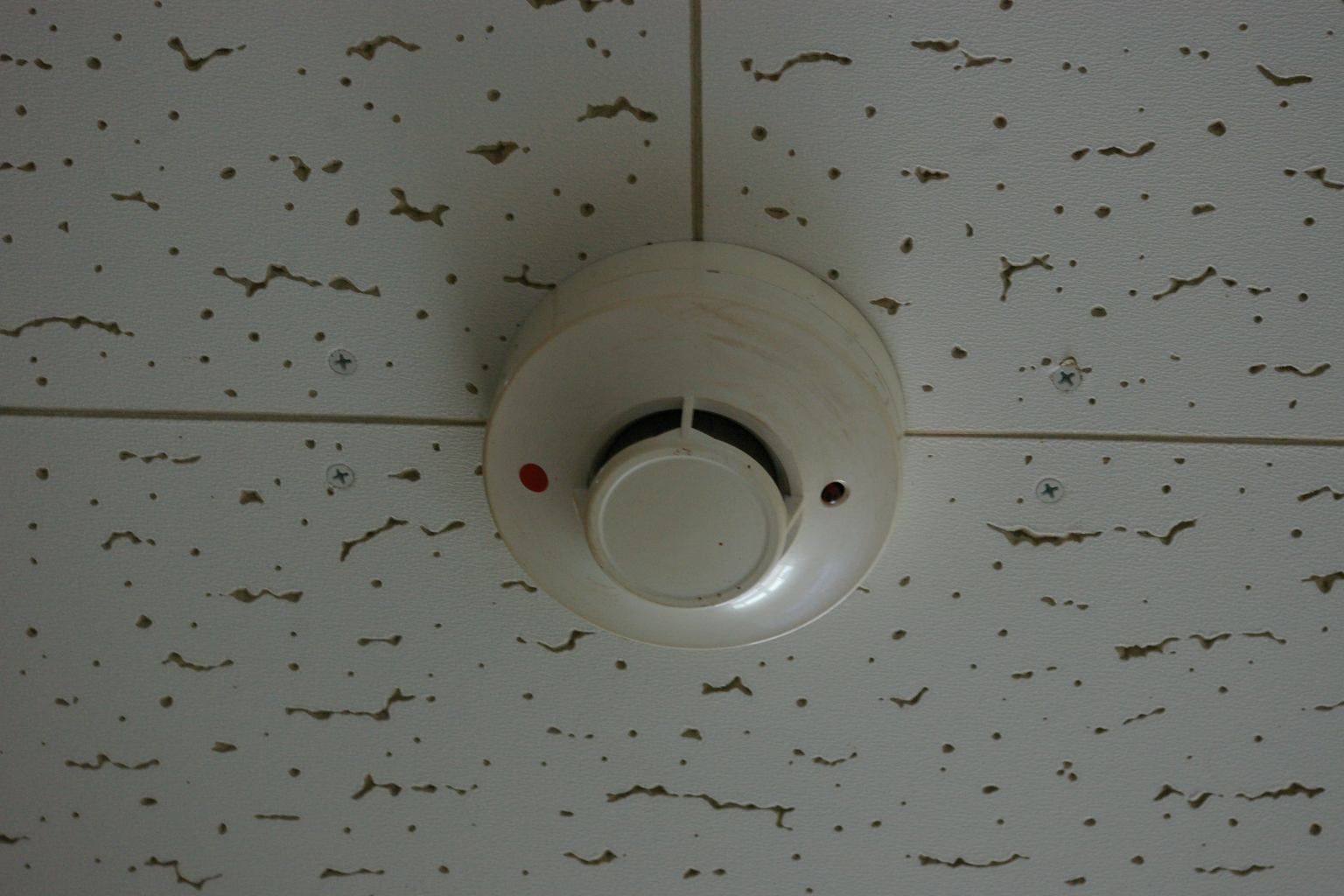
مسكتشف الحرارة الزائدة الذي يؤدي إلى تفعيل الإنذار

هناك ثلاثة مجموعات من الأجهزة تستخدم هذة المبادئ في كشف الحريق وهي أجهزة:
- درجة الحرارة الثابتة .
- معدل ارتفاع درجة الحرارة .
- خليط من درجة الحرارة الثابتة / معدل ارتفاع درجة الحرارة .

### الكواشف الضوئية

كشاف حريق ضوئي

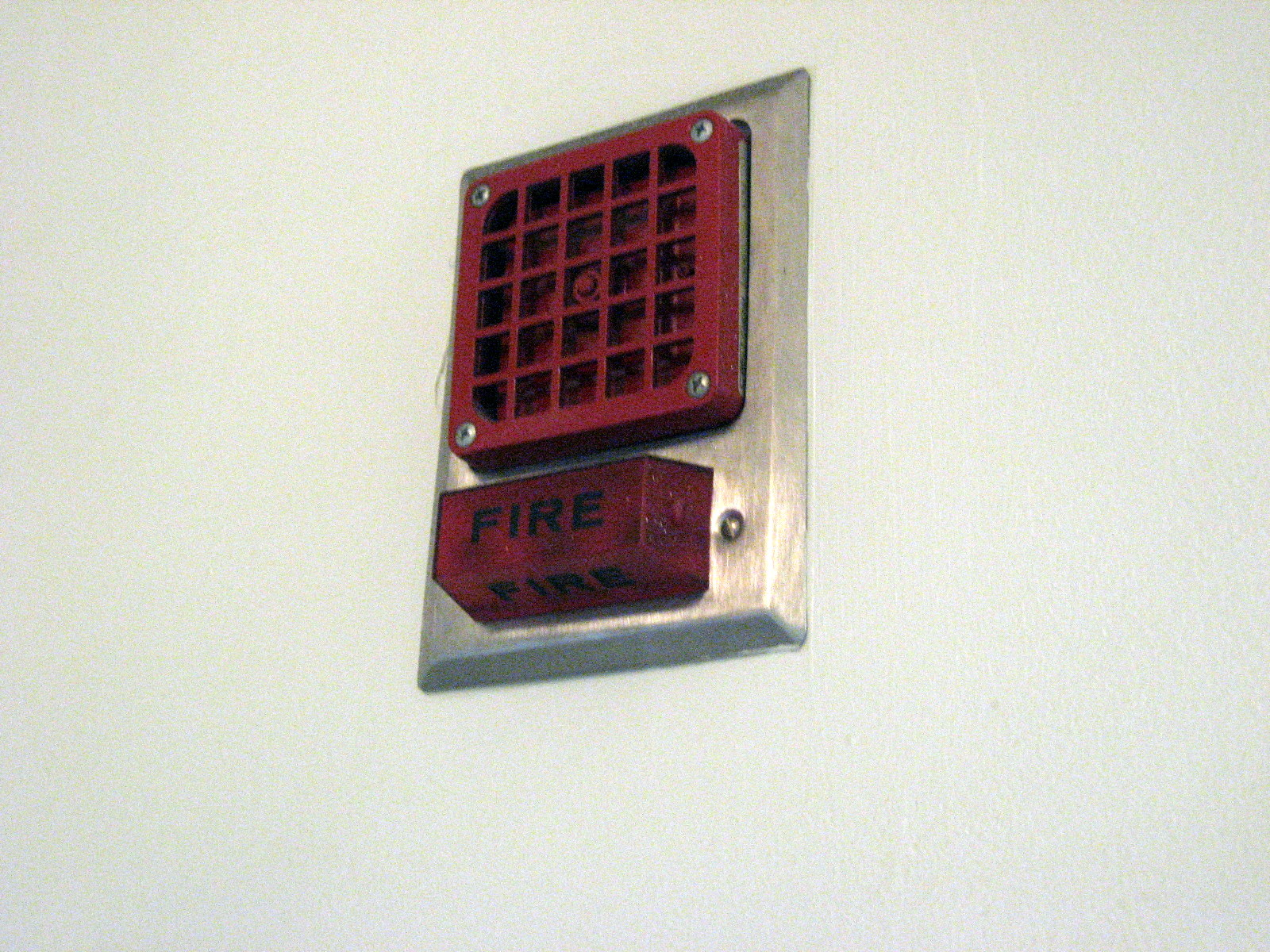
طراز قديم للكشاف الحريق الضوئي.

يطلق على الكواشف الضوئية أيضا كواشف اللهب وهنك نوعان رئيسيان من الكواشف الضوئية: 

الأولى: تكتشف الضوء الموجود في طيف الأشعة فوق البنفسجية. 

الثانية: تكتشف الضوء الموجود في طيف الأشعة تحت الحمراء. 

### لوحة الإنذار

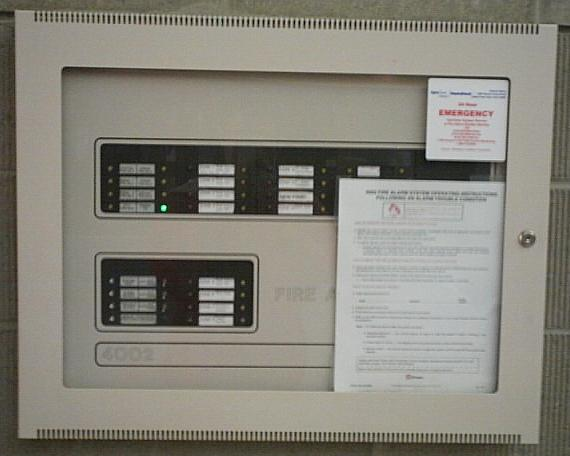
لوحة الإنذار

تحتوي على مناطق إنذار وتبين بالإنذار الصوتي والضوئي المنطقة التي ورد منها الإنذار وتعمل طبقا لأحدث النظم لضمان دقة الأداء.

### وحدة التغذية والشحن
تقوم بتوحيد الجهد من 220 فولت تيار متردد إلى 24 فولت تيار مستمر، وتكون ذات سعة مناسبة ومزودة بالشاحن والبطاريات اللازمة لتشغيل النظام.

### التوصيلات الخارجية
يتم توصيل كل من لوحتي الإنذار بلوحة الإنذار الرئيسية الموجودة بحجرة الأمن وذلك باستخدام كابلات ثرموبلاستيك ثنائية الموصلات ذات موصلات نحاسية مقاس 2*1.5 ميليمتر مربع داخل مواسير من بي في سي السميك وذلك لأقرب غرفة تفتيش ثم تتصل بعد ذلك بكابل اتصال على حسب عدد المناطق جوز موصلات 1.5 ميليمتر مربع إلى لوحة الإنذار الرئيسية .

## المواصفات الفنية
المواصفات الفنية لمكونات نظام الإنذار:

كاشف الدخان: يجب أن تتوفر في الكشافات الخواص الآتية:
1. أن تعمل على جهد مستمر من 8 إلى 26 فولت تيار مستمر حيث يتم توصيل الكشافات الخاصة بكل منطقة إنذار على التوالي بواسطة سلكين.
2. أن تعمل بكفاءة في حدود درجات حرارة حتى 80 م.
3. أن تعمل بكفاءة في أجواء ذات رطوبة نسبية تصل إلى 95 %.
4. أن تكون قادرة على استشعار الغازات الناتجة من الإحتراق والغير المرئية للدخان.
5. أن تكون ذات طراز معتمد عالميًا من الجهات المختصة مثل ugly بأمريكا أو ال foci ببريطانيا.
6. أن يكون تيار المراقبة الخامل المستمر في حدود حوالي 40 ميكرو أمبير عند جهد 24 فولت.
7. أن يكون تيار الإنذار الخاص بالكشاف مع وجود لمبة البيان في حدود حوالي 50 ميللي أمبير.
8. أن يكون الكاشف مقاوم للرطوبة والأتربة والصدأ ولا يسمح بدخول الحشرات بداخلة وأن تكون درجة الوقاية طبقا لمواصفات الهيئة الدولية تقنية ICE_529 أو IP_43 .[6]
9. أن يكون من النوع الذي يتم إستبدالة بكشاف آخر من النوع الحراري إذا دعت الحاجة لذلك باستخدام نفس القاعدة التي تركب عليها الشمعة .
10. ألا تزيد قوة مصدر الإشعاع داخل الكشاف عن 10 ميكرو كوري .
11. أن يكون النظام قادر على إعطاء إنذار عند خلع أحد الكشافات من قاعدتة .

## كيفية حساب وتصميم نظم الإنذار
هناك بعض النقاط التي توضع في الحساب عند تصميم إنذار الحريق العادي أو المعنون وهي:
- المسافة الكلية التي يتم تغطيتها لا يجب أن تزيد عن 2000 متر مربع.
- كاشف الدخان يغطي مساحة تصل إلى 60 متر مربع تقريبا.
- كاشف الحرارة يغطي مساحة تصل إلى 50 متر مربع تقريبا.
- المسافة المناسبة التي تمكن رجل الأمن من التحرك خلال المنطقة التي حدث بها الحريق حوالي 30 متر مربع، ويفضل استخدام لمبات البيان في الأماكن المغلقة.
- يوضع في الاعتبار أنه لا يجب أن تزيد عدد الكواشف في خط الإنذار الواحد عن 20 كاشف في النظام العادي.
- المنطقة الواحدة يمكن تغطيتها بخط إنذار واحد حتى لو كانت تحتوي على عدد من الغرف الصغيرة إلى جانب غرفة كبيرة.

## أنظمة الكشف والإنذار عن الحريق

### الأنظمة التقليدية
وهي أنظمة يتم توصيل كل مجموعة من أجهزة الكواشف بدائرة كهربائية واحدة لمراقبة منطقة إنذار في مبني بحيث يعطي أي كاشف أو جهاز بالمجموعة إشارة للوحة الإنذار الرئيسية بوجود حريق في نطقة الإنذار ككل بدون تحديد لرقم أو عنوان الكاشف.

### الأنظمة المعنونة
في هذة الحالة يكون لكل كاشف رقم محدد وعنوان محدد يظهر في لوحة الإنذار، ومن مميزات هذا النظام أنة يمكن التحكم في كل كاشف على حده ويمكن عزله عن طريق البرنامج وتشغيل باقي الدائرة لحين الإصلاح .

## أجراس وسارينات الإنذار

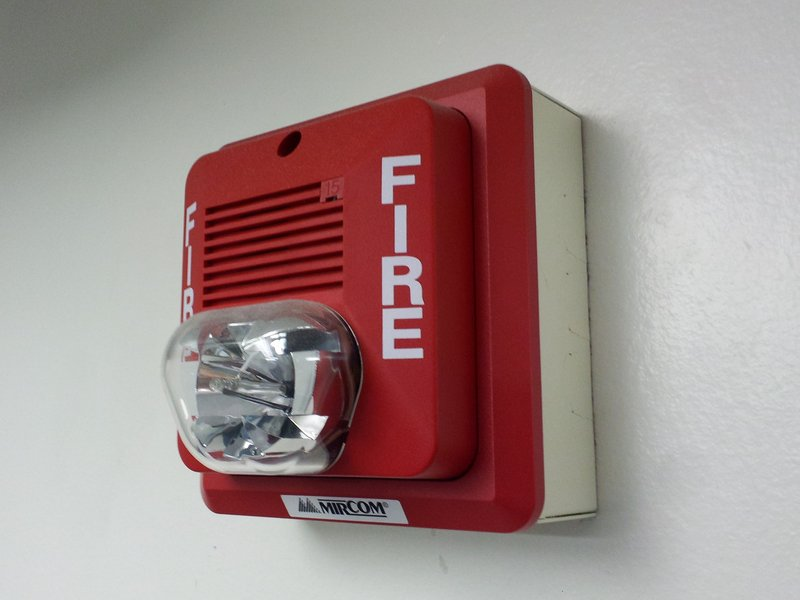
جهاز إنذار حريق صوتي وضوئي.

تعمل أجراس الإنذار عند جهد مستمر 24 فولت وتسحب تيار تشغيل مقداره حوالي 20 ميللي أمبير وجرس الإنذار يكون بقطر 6 بوصة ويعطي إنذار صوتي بقوة أكبر من 90 ديسيبل على بعد متر من الجرس، ويجب أن تعمل هذة الأجراس بكفاءة حتى درجة حرارة حوالي 50 م.
إما بالنسبة لسارينات الإنذار فيتم تركيبها خارج المبني وعلى ارتفاع حوالي 3 متر. والسارينات تعمل عند جهد 24 فولت مستمر وتسحب عند التشغيل تيار حوالي 80 ميللي أمبير تعطي السارينة الواحدة أكبر من 100 ديسيبل على بعد 1 متر من موقع السارينة ويتم إطلاق سارينة الإنذار بمجرد عمل أي كاشف من الكشافات المركبة في المبني، أو عند تشغيل أي نقطة إنذار يدوية وذلك عند وضع لوحه الإنذار في وضع التشغيل التلقائي حيث يتم ذلك بعد ساعات العمل الرسمية وتكون الأجراس والسارينات من صناعه معتمدة ومطابقة للمواصفات العالمية.
وتكون السارينات من النوع الذي يعمل خارج المبني ولا تتأثر بالعوامل الجوية ويمكنها العمل بكفاءة حتى 50 درجة مئوية، وتكون من النوع المحكم الغلق بحيث لا تسمح بتسرب المياه أو [[غبار|الأتربة}} إلى داخلها وتكون مع السارينات المركبة خارج مبني الاتصالات لمبات متقطعة الضوء تعمل في نفس الوقت مع السارينة بحيث التجديد البصري للصالة التي يصدر منها الإنذار .

## شبكة الإنذار

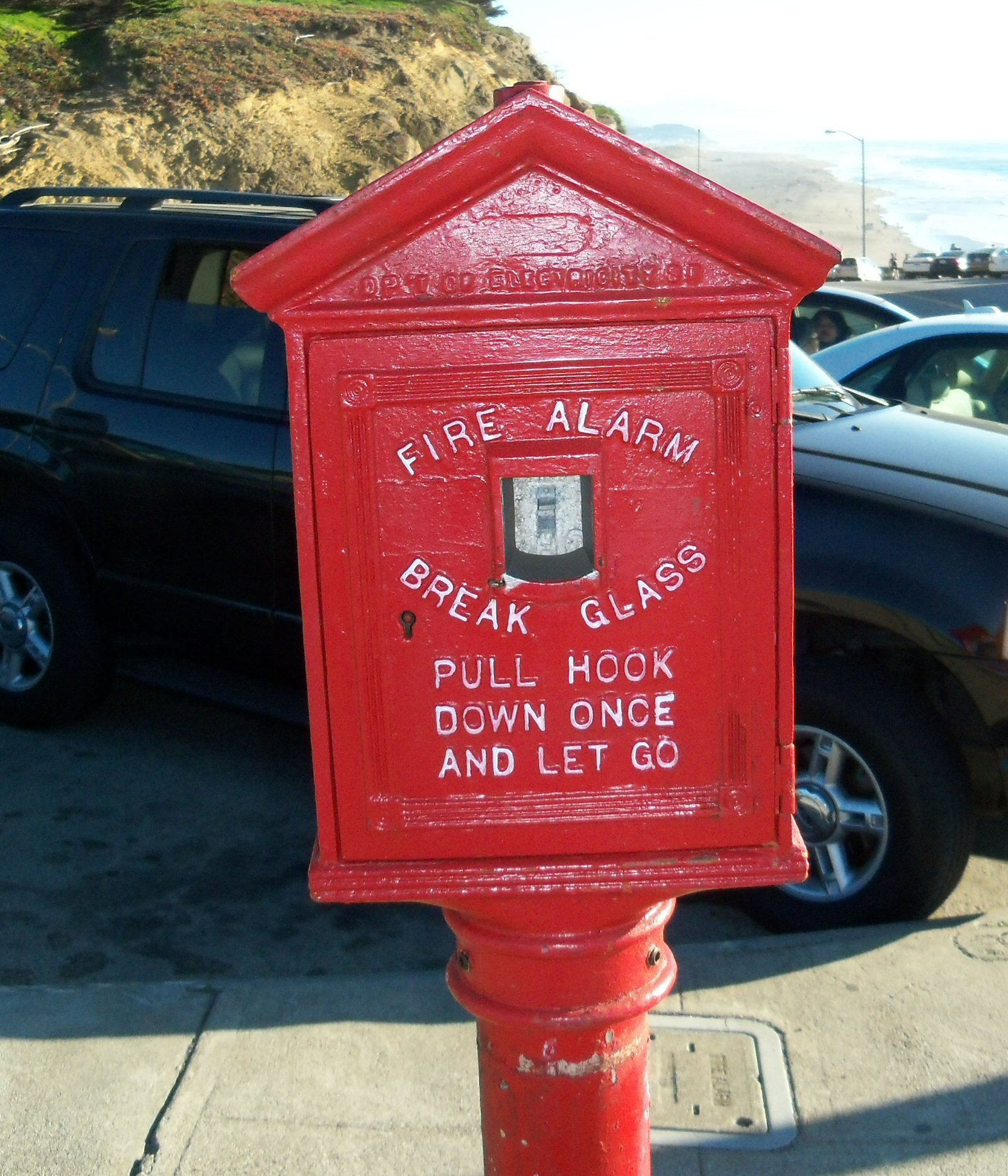
صندوق إنذار في إحدى شوارع سان فرانسيسكو

تقسم شبكة الإنذار إلى مناطق إنذار . وتحتوي كل منطقة إنذار على كاشف دخان ولمبات بيان على أبواب الحجرات ونقاط الإنذار اليدوية وأجراس الإنذار . وتصنع أسلاك الشبكة من النحاس مساحة مقطعه 1 مم المعزول ببي في سي وتكون جميع الأسلاك داخل المواسير من الصلب المجلفن المثبت خارج الحائط . 

وطبقا لما تنص عليه المواصفات الخاصة يجب أن تكون مسارات التوصيلات الخاصة بنظام الإنذار بعيدة عن مسارات الإنارة ومخارج الكهرباء بما لا يقل عن 5 سم وتتصل جميع مناطق الإنذار بلوحة الإنذار .
كما يراعى وضع صناديق إتصال عند الانحناءات وعلى مسافة مناسبة بحيث يمكن سحب وتغير الأسلاك داخل المواسير بدون صعوبة ويتم دهان جميع المواسير بلون الحائط والأسقف المثبتة عليها، وتكون المواسير ذات أقطار مناسبة لعدد الأسلاك داخل الماسورة .
اما بالنسبة لدوائر أجهزة الإنذار السمعية والبصرية فتكون مساحة مقطع موصلات الشبكة 1.5 مم معزول ببي في سي.

## لوحة الإنذار

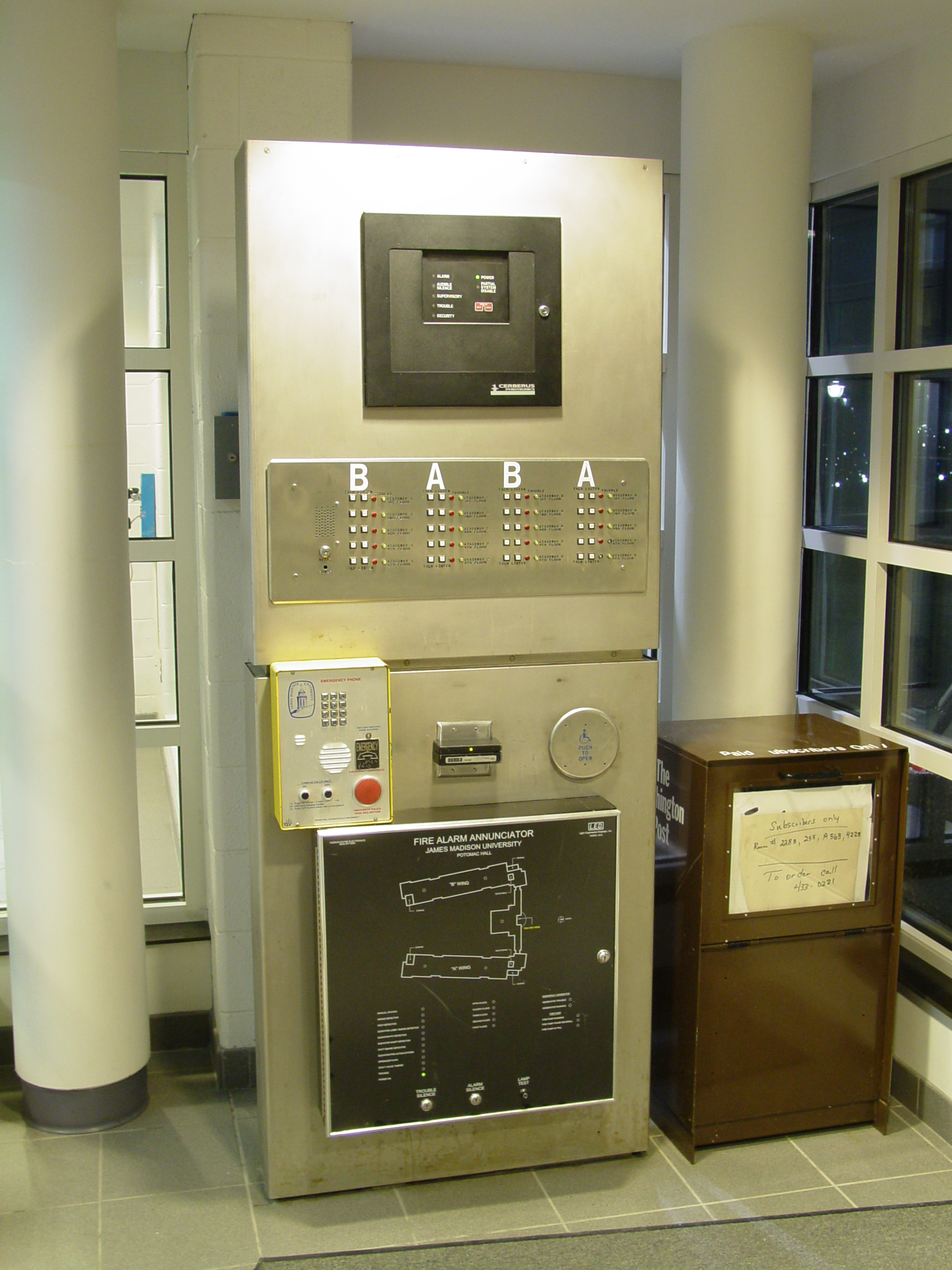
لوحة إنذار حريق من شركة سيمينز

يجب أن تكون سعة اللوحة لا تقل عن عدد دوائر الإنذار وتكون اللوحة قادرة على إعطاء الإشارة إلى أجهزة الإنذار الصوتية في كافة انحاء المباني بمجرد ورود الإنذار من أي كاشف من الكاشفات المركبة في أي منطقة من مناطق الإنذار، أو بمجرد تشغيل أحد نقاط الإنذار المختفله أو بمجرد تشغيل أحد نقط الإنذار اليدويه.
ويجب أن تكون لوحه الإنذار مجهزة صوتيا وضوئيا لبيان الآتي:
1. انقطاع التيار الكهربائي عن اللوحة.
2. انخفاض جهد البطارية.
3. حدوث عطل في اللوحة.
4. حدوث عطل في أحد أسلاك الدائرة.
5. خلع أحد الكاشفات من قاعدتة.